# Eparchie vinnycko-barská
Eparchie Vinnycja-Bar je eparchie pravoslavné církve Ukrajiny.

## Území a titul biskupa
Zahrnuje správní hranice území Vinnycké oblasti a několik farností jiných oblastí.
Eparchiálnímu biskupovi náleží titul biskup vinnycký a barský.

## Historie
Dne 14. prosince 2018 v předvečer Sjednocujícího sněmu ukrajinských pravoslavných církví, metropolita Symeon (Šostackyj) obdržel dopis od patriarchy Bartoloměje I., který jej a eparchii přijal do jurisdikce Konstantinopolského patriarchátu. O den později se zúčastnil sněmu sjednocení a vstoupil do jurisdikce nové Pravoslavné církve Ukrajiny.
Eparchie existuje paralelně s eparchií vinnycko-tulčynskou (dříve Ukrajinská pravoslavná církev Kyjevského patriarchátu) a vinnycko-braclavskou (dříve Ukrajinská autokefální pravoslavná církev).
Z 320 farností eparchie Ukrajinské pravoslavné církve přestoupilo spolu s metropolitou Symeonem jen 51 a několik farností sousedních eparchií.
Po Ruské invazi na Ukrajině nastala druhá vlna přechodu farností z Ukrajinské pravoslavné církve k Pravoslavné církvi Ukrajiny. Součástí Eparchie se stalo 34 farností.

## Seznam biskupů
- od 2018 Symeon (Šostackyj)